# بوچ ویگ
بوچ ویگ (به انگلیسی: Butch Vig) (زاده ۲ اوت ۱۹۵۵) نوازنده، تهیه‌کننده موسیقی آمریکایی است.
او عضو گاربج است.